# Анрі Коанда

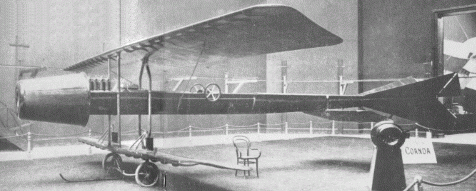
Літак Coanda-1910 на другому міжнародному авіасалоні у Парижі (1910)

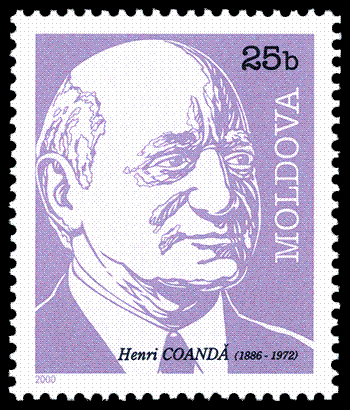
Поштова марка Молдови, 2000 рік

Анрі́ Коанда́ (рум. Henri Marie Coandă, Генрі Коанда, Анрі Коанде; 7 липня 1886, Бухарест — 25 листопада 1972, Бухарест) — румунський вчений у галузі аеродинаміки, першовідкривач ефекту Коанда (французькою вимовою Коанда́, звідки і назва ефекту). Один з піонерів авіації, творець першого в світі проєкту літака Coandă-1910 на реактивній тязі.

## Біографія
Народився в Бухаресті, другою дитиною у великій сім'ї. Батьком Анрі Коанди був відомий політик (пізніше прем'єр-міністр Румунії), генерал Константін Коанде, професор математики в Національній школі мостів і доріг. Мати, Аїда Дане, була за походженням француженкою, дочкою лікаря Гюстава Дане.
З 1896 вчився в Національному коледжі святого Сави, через три роки, в 1899-му, батько, котрий бажав бачити сина військовиком, перевів Анрі у військове училище в Ясси. 1903 року Анрі Коанда закінчив військове училище у званні сержант-майора (аналог прапорщика) і продовжив навчання в Бухаресті в Школі артилерійських, військових і флотських інженерів. У 1904 році він разом з артилерійським полком був командирований у Німеччину, де поступив на навчання до Технічної школи в Шарлоттенбурзі (передмістя а з 1920 — район Берліна).
Хоча за освітою Коанда був інженером-артилеристом, він більше цікавився проблемами повітроплавання. 1905 року він сконструював літак для румунської армії. У 1907–1908 роках він продовжив навчання в Інститут Монтефіоре (фр. l'Institut technique de Montefiore) у Льєжі, де познайомився з італійським авіаконструктором і підприємцем Джованні Капроні (Giovanni Battista Caproni, 1886–1957). В 1908 році Коанда повернувся в Румунію для проходження служби офіцером у Другому артилерійському полку. Однак невдовзі він звернувся за дозволом піти у відставку, і, після отримання дозволу, здійснив автомобільний рейд до Ісфахана, Тегерана і далі в Тибет. Після повернення в Європу вступив у Парижі до знову відкритої Вищої національної школи інженерів та авіаконструкторів (тепер Вища національна школа авіації та космосу, фр. École nationale supérieure de l'aéronautique et de l'espace). У 1910 році він закінчив її і став першим у своєму класі отримавши спеціальність авіаконструктора.
За підтримки інженера Густава Ейфеля і математика та піонера авіації Поля Пенлеве, Коанда розпочав експерименти з аеродинаміки. Так, в одному з експериментів він прикріпив вимірювальний пристрій до поїзда, що рухався зі швидкістю 90 км/год, для вивчення аеродинаміки на таких швидкостях. В іншому експерименті він використовував аеродинамічну трубу для оптимізації профілю крила літака. Згодом цей експеримент привів до відкриття ефекту Коанда.
У 1910 році в майстерні Джованні Капроне Коанда сконструював перший прототип реактивного літака — літак Coandă-1910. Його особливість: компресор з приводом від 4-циліндрового 50-сильного бензинового двигуна Clerget, нагнітав повітря у дві камери згоряння, що розташовувались по боках фюзеляжу, у яких повітря змішувалось з паливом, яке згоряло, утворюючи реактивну тягу. Коанда запатентував цю технологію у Франції в 1910 році і у Великій Британії та Швейцарії у 1911році. Апарат здійснив свій перший і останній політ 16 грудня 1910 року, при величезному скупченні публіки (раніше того ж року Коанда продемонстрував свій винахід на Паризькому авіасалоні). За штурвалом перебував сам конструктор. Для захисту хвоста від вихлопу двигуна Коанда застосував заокруглені дефлектори. У польоті дефлектори відхилили полум'я з двигуна на хвіст літака. Хвостове оперення згоріло і літак, що втратив керування після злету, врізався у землю. Припускають, що Коанда тоді вперше звернув увагу на явище, назване згодом ефектом Коанда. Дослідну конструкцію Coandă-1910 вважають одним з попередників реактивної авіації.
З 1911 по 1914 рік Коанда працював на посаді технічного директора Bristol Aeroplane Company у Великій Британії. Першим його британським проектом став звичайний двомісний моноплан, оснащений ротативним двигуном «Gnome» потужністю 50 к. с. (37 кВт). Там він сконструював низку літаків, відомих як Bristol Coanda School Monoplane. В 1912-му один з літаків (Coanda Military Monoplane) отримав перший приз на Міжнародному конкурсі військових літаків. В ході випробувань літаки показали хороші результати, і військове відомство придбало два літаки. Але, коли один з них розбився під час перегону, було накладено заборону (тривала майже п'ять місяців) на використання монопланів в Королівському авіаційному корпусі (RFC, Royal Flying Corps). Заборона поклала край надіям на великі продажі літаків у Великій Британії, але надалі було побудовано ще 20 машин цього типу зі збільшеним розмахом крила. Переважно вони були продані Румунії та Італії, але декілька дісталося і RFC. Невдалим для Коанда виявився літак The Elephant, виготовлення єдиного зразка якого було завершене у вересні 1912 року. Літак оснастили двигуном Daimler-Mercedes потужністю 70 к.с. (53 кВт).
У 1915 році, під час Першої світової війни, Коанда знову перебрався у Францію і працював в компанії Делоне-Бельвіль в Сен-Дені. Там він сконструював три літаки з поршневими двигунами, включаючи Coandă-1916, пропелери яких були розташовані поблизу хвоста. Пізніше аналогічне компонування було використане в літаках Caravelle компанії Sud Aviation, під час конструювання яких Коанда був технічним консультантом.
Після Першої світової війни він продовжував займатися винахідництвом, серед його винаходів були аеросани і аеродинамічний поїзд. 1934 року запатентував у Франції ефект Коанда.
Під час Другої світової війни Анрі Коанда залишився в окупованій Франції, а в 1969 році вирішив повернутись на батьківщину, де його призначили директором Інституту наукової і технічної творчості. У 1971 році він, разом з Ельє Карафолі (англ. Elie Carafoli), створив кафедру авіаційної техніки в Бухарестському Політехнічному Університеті.
Анрі Коанда помер в Бухаресті 25 листопада 1972 року у віці 86 років.

## Пам'ять
- Іменем Коанди названо міжнародний аеропорт Бухареста.
- У 1971 році Анрі Коанда став почесним членом Королівського авіаційного товариства[5].
- 2000 року в Молдові вийшла поштова марка, що присвячена Анрі Коанді.